# Calle Sterner
Carl "Calle" Styrbjörn Sterner, född 1 maj 1989 i Göteborg, är en svensk professionell dansare och danslärare. Han började dansa vid 8 års ålder och vann Junior SM år 2006. Vid 16 års ålder började han undervisa i dans på dansskolan Sinclairs i Göteborg, vilket ledde till att han senare blev kontaktad av Let's Dance inför säsongen 2011 då han bara var 21 år gammal. Samtidigt som han medverkade i Let's Dance studerade han även Industriell Ekonomi på Kungliga Tekniska Högskolan i Stockholm.
Mellan 2011 och 2020 medverkade han som dansare i 8 säsonger av TV-programmet Let's Dance på TV4. Första gången han kom till final var 2012, tillsammans med Molly Nutley. Han har även varit i final 2017 tillsammans med Anja Pärson och 2020 med Sussie Eriksson. År 2019 vann han tävlingen tillsammans med Kristin Kaspersen. Med sina 4 finaler i Let's Dance har han medverkat i fler finaler än någon annan manlig dansare.[källa behövs]